# VERY
『VERY』（ヴェリィ）は、光文社が刊行している女性ファッション雑誌。毎月7日発売。

## 概要
1995年6月に創刊。裕福な専業主婦を対象としており、1998年には本誌から東京都港区白金にちなむ造語「シロガネーゼ」という新語が生まれた。
2007年に初めて女性が編集長に就任。女性の社会進出に伴い、働くママを対象とした特集も次第に増えていった。
同社刊行による『CLASSY.』『STORY』が姉妹誌とされている。

## モデル
表紙
- 武井咲（2024年4月号 - ）[5]
- 笹川友里（2025年5月号 - ）[6]

レギュラー
- 青木裕子
- 浅見れいな
- 岡本あずさ
- 神山まりあ
- 木佐貫まや
- 近藤千尋
- 阪井まどか
- 芹名
- 辻元舞
- 原田夏希
- 森泉
- 優木まおみ

### 過去のモデル
表紙
- 黒田知永子（1995年7月創刊号 - 1999年）[7]
- 三浦りさ子（1999年 - 2006年6月号）
- 堂珍敦子（2006年7月号 - 2007年6月号）
- 井川遥（2007年7月号 - 2016年9月号）[8]
- 滝沢眞規子（2016年10月号 - 2019年12月号）[9]
- 矢野未希子（2020年1月号 - 2021年12月号）[10]
- 申真衣（2022年1月号 - 2024年3月号）[11]
- 東原亜希（2022年2月号 - 2025年3月号）[12][13]

レギュラー
- 秋本祐希
- 板倉香
- 宇都美慶子
- 梅宮アンナ
- 大桑マイミ
- 岡田美里
- クリスウェブ佳子
- 黒田エイミ
- 小林明実
- 榊ゆりこ
- 佐藤純
- 佐藤弥生
- 菅井悦子
- 鈴木サチ
- 田波涼子
- 角田ともみ
- 富岡佳子
- 中島はるみ
- 中林美和
- 仁香
- 野沢和香
- 畑野ひろ子
- ビビアーニ大野
- 平子理沙
- 牧野紗弥
- 真木明子
- 山本佳代子
- 渡辺佳子

他多数

## 姉妹誌
- JJ
- CLASSY.
- STORY